# Jean-Valentin Bender
Jean-Valentin Bender (Bechtheim, bij Worms, Duitsland, 19 september 1801 – Brussel, 14 april 1873) was een Belgische dirigent en componist.

## Levensloop
Als afgestudeerd klarinettist werkte hij in verschillende militairorkesten, te eerst in de Nederlanden, dan in Frankrijk en als laatste in België. In de 2e helft van 1832 kreeg Jean-Valentin Bender, die sinds 1830 Kapelmeester bij het muziekkorps van het 1e Belgische Linie-Regiment was, van de Koning Leopold I van België persoonlijk de opdracht, een muziekkorps op te stellen, dat ook de wissel van de koninklijke wacht muzikaal begeleiden zou. Omdat het muziekkorps van het 1e Regiment der Gidsen de koninklijke familie meestal ook op hun reizen in het buitenland begeleidde, kreeg zij de eretitel Partikuliere Muziekkapel van de Koning. Daarmee was het Groot Harmonieorkest van de Belgische Gidsen te Brussel geboren.
Van de 1e dag aan was Jean-Valentin Bender de dirigent en hij bleef in deze functie tot 1873. Vandaag de dag musiceren in dit orkest uitsluitend muzikanten met de beste diploma's van de Belgische conservatoria. Ieder concert in het buitenland werd begonnen met het Belgische Volkslied Brabaçonne en eindigt meestal met de Marche du Premier Régiment de Guides van Jean-Valentin Bender, waar in het trio de piccolofluit een grandioze partij speelt.
In 1836 werd Bender ook tot directeur van de Société Philharmonique in Brussel benoemd. Bender was grootvader van beeldhouwster Valentine Bender.

## Composities

### Werken voor harmonieorkest
- Air Variés
- Marche du 1e Chasseurs à pied
- Marche du 2e Chasseurs à pied
- Marche du 3e Chasseurs à pied
- Marche du Premier Régiment de Guides